# Viselský dialekt
Viselský dialekt němčiny (německy Dialekt des Weichselgebietes nebo Mundart des Weichselmündungsgebietes) se používal v oblasti delty řeky Visly (zhruba v oblasti od Grudziądzu ke Gdaňsku a Żarnowieckému jezeru, Gdaňsk měl nicméně také vlastní specifický dialekt). Toto území v současné době patří k Polsku, do roku 1945 nicméně patřilo Německu a žilo zde především německy mluvící obyvatelstvo používající tento dialekt. Německé obyvatelstvo po připojení k Polsku vystěhováno, čímž zanikl i viselský dialekt. V rámci německých dialektů patří k dolnopruštině, jednomu z větších dialektů dolnoněmčiny.

## Příklad
Následující seznam obsahuje některá slova z viselského dialektu (konkrétně z dialektu používaného v Gdaňsku a okolí), ve srovnání se spisovnou němčinou, spolu s českým překladem:
| Viselský dialekt | Standardní němčina | Čeština |
| ---------------- | ------------------ | ------- |
| mǭke             | machen             | dělat   |
| nǭˠel            | Nagel              | nehet   |
| šlǭˠen           | schlagen           | bít     |
| nat/nät          | Netz               | síť     |